# Festival Internacional de Cine de San Sebastián 2021
La 69.ª edición del Festival Internacional de Cine de San Sebastián se celebró del 17 al 25 de septiembre de 2021 en San Sebastián.

## Jurados
Jurado de la Sección Oficial
- Dea Kulumbegashvili (Georgia) (Presidente del Jurado)
- Maite Alberdi (Chile)
- Audrey Diwan (Líbano-Francia)
- Susi Sánchez (España)
- Ted Hope (Estados Unidos)

Premio Kutxabank-New Directors
- Mary Burke (Reino Unido) (Presidenta del Jurado)
- Irene Escolar (España)
- Suzanne Lindon (Francia)

Premio Horizontes
- María Zamora (España) (Presidenta del Jurado)
- Lila Avilés (México)
- Luciano Monteagudo (Argentina)

Premio Zabaltegi-Tabakalera 
- Sergio Oksman (Brasil) (Presidente del Jurado)
- Miriam Heard (Reino Unido)
- Elena López Riera (España)

## Películas

### Selección oficial

#### En competición
Las 16 películas siguientes compitieron para el premio de la Concha de Oro a la mejor película:
| Título en España               | Título original                | Director(es)            | País                |
| ------------------------------ | ------------------------------ | ----------------------- | ------------------- |
| One Second                     | One Second                     | Zhang Yimou             | China               |
| Arthur Rambo                   | Arthur Rambo                   | Laurent Cantet          | Francia             |
| Benediction                    | Benediction                    | Terence Davies          | Reino Unido         |
| Camila saldrá esta noche       | Camila saldrá esta noche       | Inés Barrionuevo        | Argentina           |
| Crai Nou                       | Crai Nou                       | Alina Grigore           | Rumania             |
| Distancia de rescate           | Distancia de rescate           | Claudia Llosa           | Chile               |
| Du som er i himlen             | Du som er i himlen             | Tea Lindeburg           | Dinamarca           |
| Earwig                         | Earwig                         | Lucile Hadzihalilovic   | Reino Unido Francia |
| El buen patrón                 | El buen patrón                 | Fernando León de Aranoa | España              |
| Enquête sur un scandale d’État | Enquête sur un scandale d’État | Thierry de Peretti      | Francia             |
| La abuela                      | La abuela                      | Paco Plaza              | Francia España      |
| Maixabel                       | Maixabel                       | Iciar Bollaín           | España              |
| Fire on the Plain              | Fire on the Plain              | Zhang Ji                | China               |
| Quién lo impide                | Quién lo impide                | Jonás Trueba            | España              |
| The Eyes of Tamy Faye          | The Eyes of Tamy Faye          | Michael Showalter       | Estados Unidos      |
| I Want to Talk About Duras     | I Want to Talk About Duras     | Claire Simon            | Francia             |

#### Fuera de competición
Las películas siguientes fueron seleccionadas para ser exhibidas fuera de competición: 
| Título en España            | Título original             | Director(es)         | País   |
| --------------------------- | --------------------------- | -------------------- | ------ |
| Rosa Rosae. La Guerra Civil | Rosa Rosae. La Guerra Civil | Carlos Saura         | España |
| Las leyes de la frontera    | Las leyes de la frontera    | Daniel Monzón        | España |
| La Fortuna                  | La Fortuna                  | Alejandro Amenábar   | España |
| La hija                     | La hija                     | Manuel Martín Cuenca | España |
| Madres paralelas            | Madres paralelas            | Pedro Almodóvar      | España |

#### Horizontes Latinos
El Premio Horizontes impulsa el conocimiento de los largometrajes producidos total o parcialmente en América Latina, dirigidos por cineastas de origen latino, o bien que tengan por marco o tema comunidades latinas del resto del mundo.
| Título en España         | Título original          | Director(es)          | País              |
| ------------------------ | ------------------------ | --------------------- | ----------------- |
| Jesús López              | Jesús López              | Maximiliano Schonfeld | Argentina         |
| El empleado y el patrón  | El empleado y el patrón  | Manuel Nieto Zas      | Argentina Uruguay |
| Amparo                   | Amparo                   | Simón Mesa Soto       | Colombia          |
| Aurora                   | Aurora                   | Paz Fábrega           | Costa Rica        |
| Azor                     | Azor                     | Andreas Fontana       | Argentina         |
| La caja                  | La caja                  | Lorenzo Vigas         | México            |
| Madalena                 | Madalena                 | Madiano Marcheti      | Brasil            |
| Noche de fuego           | Noche de fuego           | Tatiana Huezo         | México            |
| Piedra noche             | Piedra noche             | Iván Fund             | Argentina Chile   |
| Una película de policías | Una película de policías | Alonso Ruizpalacios   | México            |

### Secciones independientes

#### Perlas (Perlak)
Las películas proyectadas en esta sección son largometrajes inéditos en España, que han sido aclamados por la crítica y/o premiados en otros festivales internacionales. Estas fueron las películas seleccionadas para la sección:
| Título en España                          | Título original                          | Director(es)                 | País                  |
| ----------------------------------------- | ---------------------------------------- | ---------------------------- | --------------------- |
| Competencia oficial (Película inaugural)  | Competencia oficial (Película inaugural) | Gastón Duprat & Mariano Cohn | España, Argentina     |
| Benedetta                                 | Benedetta                                | Paul Verhoeven               | Francia, Países Bajos |
| La ruleta de la fortuna y la fantasía     | Guzen to sozo                            | Ryusuke Hamaguchi            | Japón                 |
| Jane par charlotte                        | Jane par charlotte                       | Charlotte Gainsbourg         | Francia               |
| Un pequeño plan... como salvar el planeta | La croisade                              | Louis Garrel                 | Francia               |
| Las ilusiones perdidas                    | Les ilusions perdues                     | Xavier Giannoli              | Francia               |
| Un amor intranquilo                       | Les intranquilles                        | Joachim Lafosse              | Bélgica, Francia      |
| En un muelle de Normandía                 | Ouistreham                               | Emmanuel Carrére             | Francia               |
| Petite maman                              | Petite maman                             | Céline Sciamma               | Francia               |
| Re dai wang shi                           | Re dai wang shi                          | Wen Shipei                   | China                 |
| Red rocket                                | Red rocket                               | Sean Baker                   | Estados Unidos        |
| La crónica francesa                       | The french dispatch                      | Wes Anderson                 | Estados Unidos        |
| The power of the dog                      | The power of the dog                     | Jane Campion                 | Nueva Zelanda         |
| Todo ha ido bien                          | Tout s'est bien passé                    | Francois Ozon                | Francia               |
| Fuera de Competencia                      |                                          |                              |                       |
| The velvet underground                    | The velvet underground                   | Todd Haynes                  | Estados Unidos        |
| Drive my car                              | Drive my car                             | Ryusuke Hamaguchi            | Japón                 |
| Titane                                    | Titane                                   | Julia Ducournau              | Francia               |

#### New Directors
Esta sección agrupa los primeros o segundos largometrajes de sus cineastas, inéditos o que solo han sido estrenados en su país de producción y producidos en el último año. Estas fueron las películas seleccionadas para la sección:
| Título en España           | Título original            | Director(es)                    | País                              |
| -------------------------- | -------------------------- | ------------------------------- | --------------------------------- |
| Carajita                   | Carajita                   | Silvina Schnicer & Ulises Porra | República Dominicana, Argentina   |
| Ese fin de semana          | Ese fin de semana          | Mara Pescio                     | Argentina, Brasil                 |
| Hon-ja sa-neun sa-ram-deul | Hon-ja sa-neun sa-ram-deul | Hong Sung-Eun                   | Corea del Sur                     |
| Entre dos amaneceres       | Iki safak arasinda         | Selman Nacar                    | Turquía, Francia, Rumania, España |
| Inventura                  | Inventura                  | Darko Sinko                     | Eslovenia                         |
| Josefina                   | Josefina                   | Javier Marco                    | España                            |
| La roya                    | La roya                    | Juan Sebastián Mesa             | Colombia, Francia                 |
| Las vacaciones de Hilda    | Las vacaciones de Hilda    | Agustín Banchero                | Uruguay, Brasil                   |
| Le bruit des moteurs       | Le bruit des moteurs       | Philippe Grégoire               | Canada                            |
| Marocco                    | Marocco                    | Emanuel Parvu                   | Rumania, República Checa          |
| Mass                       | Mass                       | Fran Kranz                      | Estados Unidos                    |
| Nich'ya                    | Nich'ya                    | Lena Lanskih                    | Rusia                             |
| Shi qi shi guang           | Shi qi shi guang           | Sun Liang                       | China                             |

#### Zabaltegi-Tabakalera
Esta sección agrupa trabajos filmográficos de cualquier metraje donde se busca nuevas miradas y formas. Estos fueron los trabajos seleccionados para la sección:
| Título en España               | Título original                | Director(es)                     | País                                          |
| ------------------------------ | ------------------------------ | -------------------------------- | --------------------------------------------- |
| Bad Luck Banging Or Loony Porn | Bad Luck Banging Or Loony Porn | Radu Jude                        | Rumania, Luxemburgo, República Checa, Croacia |
| 107 mothers                    | 107 mothers                    | Péter Kerekes                    | Eslovaquia, República Checa, Ucrania          |
| El gran movimiento             | El gran movimiento             | Kiro Russo                       | Bolivia, Francia                              |
| Ellos transportan la muerte    | Eles transportan a morte       | Helena Girón & Samuel M. Delgado | España, Colombia                              |
| Haruharasan no uta             | Haruharasan no uta             | Kyoshi Sugita                    | Japón                                         |
| La traversée                   | La traversée                   | Florence Mialhe                  | Francia, Alemania, República Checa            |
| Le cormoran                    | Le cormoran                    | Lubna Playoust                   | Francia                                       |
| Las del fuego                  | Les filles du feu              | Laura Rius Aran                  | Francia                                       |
| Mi iubita, mon amour           | Mi iubita, mon amour           | Noémie Merlant                   | Francia                                       |
| Nanu tudor                     | Nanu tudor                     | Olga Lucovnicova                 | Bélgica                                       |
| Petrov`s flu                   | Petrov`s flu                   | Kiril Serébrennikov              | Rusia, Francia, Suiza, Alemania               |
| Razzhimaya kulaki              | Razzhimaya kulaki              | Kira Kovalenko                   | Rusia                                         |
| Retour À Reims (Fragments)     | Retour À Reims (Fragments)     | Jean-Gabriel Périot              | Francia                                       |
| The Souvenir II                | The Souvenir II                | Joanna Hogg                      | Reino Unido                                   |
| Un monde                       | Un monde                       | Laura Wandel                     | Bélgica                                       |
| Vortex                         | Vortex                         | Gaspar Noé                       | Francia                                       |
| Xia wu guo qu le yi ban        | Xia wu guo qu le yi ban        | Zhang Dalei                      | China                                         |
| Heltzear                       | Heltzear                       | Mikel Gurrea                     | España                                        |

## Palmarés
Palmarés:

### Premios oficiales
- Concha de Oro: Crai Nou de Alina Grigore
- Premio especial del jurado: Earwig de Lucile Hadzihalilovic
- Concha de Plata al mejor director : Tea Lindeburg por Du som er i himlen
- Concha de Plata a la mejor interpretación protagonista : Jessica Chastain por The Eyes of Tammy Faye y Flora Ofelia Hofmann Lindahl por Du som er i himlen
- Concha de Plata a la mejor interpretación de reparto : Elenco de actores de Quién lo impide
- Premio del jurado a la mejor fotografía : Claire Mathon por Enquête sur un scandale d’État
- Premio del jurado al mejor guion : Terence Davies por Benediction

### Premio Donostia
- Johnny Depp
- Marion Cotillard